# Sven Colliander
Sven August Wilhelm Colliander (Halmstad, 23 de mayo de 1890-Täby, 16 de septiembre de 1961) fue un jinete sueco que compitió en la modalidad de doma. Participó en dos Juegos Olímpicos de Verano en los años 1928 y 1936, obteniendo una medalla de bronce en Berlín 1936 en la prueba por equipos.

## Palmarés internacional
| Juegos Olímpicos | Juegos Olímpicos  | Juegos Olímpicos  | Juegos Olímpicos |
| Año              | Lugar             | Medalla           | Categoría        |
| ---------------- | ----------------- | ----------------- | ---------------- |
| 1936             | Berlín (Alemania) | Medalla de bronce | Por equipos      |